# Киевка (Ростовская область)
Киевка — село в Ремонтненском районе Ростовской области. Административный центр Киевского сельского поселения.

## География
Расположено в юго-восточной части области, в северо-западной части района, в 51 км западнее райцентра, села Ремонтного (по автодорогам), на правом берегу реки Кираста.
Через Киевку проходит заасфальтированая автодорога из посёлка Орловский в село Ремонтное.

## История
Село Киевка было основано в 1876 году переселенцами из Киевской и Полтавской губерний. Переселенцы назвали село Киевским — в честь города Киева. Хутор Киевский впервые упоминается 14 февраля 1923 года. Он обозначен в составе Киевско-Мелиоративного сельсовета Манычско-Грузской волости Сальского округа. В государственном архиве Ростовской области по Сальскому округу 1924 года значится Киевский сельский Совет, 34722 десятин земли.
В 1925 году Киевский сельский Совет входил в состав Пролетарского района Сальского округа Северо-Кавказского края. В состав Киевского сельского Совета входили населенные пункты: хутор Киевский — дворов 73, население 473 человек; хутор Лысая гора — дворов 36, население 178 человек; хутор Раздольный — дворов 97, население 456 человек; хутор Рассыпной — дворов 89, население 242 человека. В сельском Совете была парторганизация в хуторе Киевском, школа первой ступени, по одной мельнице в хуторе Киевском и хуторе Раздольном. На 17 декабря 1926 года в состав Киевского сельского Совета входили населенные пункты: хутор Киевский с населением 624 человека, хутор Раздольный — 748 человек, хутор Рассыпной — 757 человек, хутор Бабин — 95 человек, хутор Гашун — 166 человек, хутор Лысая Гора — 271 человек.
Постановлением Донисполкома от 14 февраля 1923 года в состав Сальского округа, Донской области была утверждена Манычско-Грузская волость с 5 сельсоветами: Камышивский, Киевско-мелиоративный, Лысая Горка, Манычско-Грузский, Маньгаеско-Николаевский. С начала 1930 года в Киевке был создан колхоз «Красное поле». Колхоз «Красное поле» занимался животноводством, огородничеством, полеводством.
В годы войны Ремонтненский район оказался на главном направлении наступления немецких войск к Волге, он же стал свидетелем и их беспорядочного отступления.
Село Киевка было захвачено немецкими войсками после пятичасовой битвы 11 августа 1942 года. Освобождено в январе 1943 года.
Киевский сельский совет Ремонтненского района был упразднен в июне 1959 года Вся территория бывшего сельсовета вошла в состав укрупненного Подгорненского сельсовета.
В феврале 1991 года был вновь образован Киевский сельсовет за счет разукрупнения Подгорненского сельсовета. Председателем был назначен Корниенко Ю. А.
С 21.01.1992 года была создана Киевская сельская администрация, главой сельской администрации назначена Блохина Валентина Григорьевна. С 1 января 2006 года образовано Киевское сельское поселение, состоящее из села Киевки и хутора Раздольного.

## Население
| 2010 |
| ---- |
| 955  |

## Инфраструктура
В селе имеются: детский сад, школа, библиотека, дом культуры, племзавод (со своим профсоюзом), почта. Также в селе есть водопровод.
Улицы
| - ул. Братьев Дьяченко, - ул. Братьев Степанюк, - ул. Гагарина, - ул. Дорожная, | - ул. Ленинская, - ул. Набережная, - ул. Октябрьская, - ул. Садовая, | - ул. Тюльпанная, - ул. Шолохова, - ул. Энтузиавтов, - пер. Центральный. |

## Источник «Кислый»
В 7 км от Киевки расположен источник воды «Кислый» — уникальный источник с родниковой высокоминерализованной водой. Вода содержит ряд микроэлементов в лечебно-биологических концентрациях, оказывающих существенное и многообразное действие на организм. Вода из источника «Кислый» признана специалистами НИИ курортологии и физиотерапии города Пятигорска целебной. Вода помогает лечить хронические заболевания пищеварительных органов, болезни крови и нарушение обмена веществ. Ранее существовала питьевая галерея, затем обветшала и была разобрана.